# Paracirrhites
Paracirrhites là một chi cá nhiệt đới phân bố ở Ấn Độ Dương và Thái Bình Dương.

## Các loài
Hiện hành các loài sau đây được ghi nhận trong chi này:
- Paracirrhites arcatus (G. Cuvier, 1829) (arc-eye hawkfish)
- Paracirrhites bicolor J. E. Randall, 1963
- Paracirrhites forsteri (J. G. Schneider, 1801) (blackside hawkfish)
- Paracirrhites hemistictus (Günther, 1874) (whitespot hawkfish)
- Paracirrhites nisus J. E. Randall, 1963
- Paracirrhites xanthus J. E. Randall, 1963